# Sainte-Julie (Ain)
Sainte-Julie es una comuna francesa del departamento de Ain, en la región de Auvernia-Ródano-Alpes.

## Demografía
| 449 | 387 | 369 | 345 | 260 | 301 | 327 | 331 | 529 | 535 | 787 | 957 |
| Para los censos de 1962 a 1999 la población legal corresponde a la población sin duplicidades (Fuente: INSEE [Consultar]) |     |     |     |     |     |     |     |     |     |     |     |